# Jurong (eiland)
Het Singaporese eiland Jurong is ontstaan door een samenvoeging van een aantal kleinere eilanden door middel van landaanwinning. Deze eilanden waren Pulau Ayer Chawan, Pulau Ayer Merbau, Pulau Merlimau, Pulau Pesek, Pulau Pesek Kecil, Pulau Sakra and Pulau Seraya die lagen voor de kust van het eiland Singapore bij de plaats Jurong.

## Geschiedenis
In het begin van de jaren 70 van de 20e eeuw maakten drie grote oliemaatschappijen plannen om faciliteiten op te zetten op deze eilandjes. In 1966 opende Mobil de eerste raffinaderij op Pulau Pesek en vier jaar later volgde de Esso raffinaderij op Pulau Ayer Chawan. Na de fusie van beide bedrijven in 1999 werden de activiteiten van de twee complexen geïntegreerd. Met een totale capaciteit van 592.000 vaten ruwe olie per dag is het de grootste raffinaderij van ExxonMobil.
In 1973 kwam een derde raffinaderij in bedrijf met een capaciteit van 70.000 vaten olie per dag. Deze was toen nog gevestigd op het eiland Pulau Merlimau. Het was in handen van Singapore Petroleum Company (SPC) en Chevron elk met een aandelenbelang van 50%. In 2009 verkocht SPC het belang in de raffinaderij aan de Chinese oliemaatschappij PetroChina. Op dat moment was de capaciteit toegenomen tot 290.000 vaten per dag. De regering van Singapore greep deze kans aan om een petrochemische industrie te ontwikkelen in dit gebied van de republiek Singapore. 
In 1991 werd de Jurong Town Corporation aangewezen om het eiland Jurong te ontwikkelen door deze eilandjes door middel van landaanwinning te verbinden. Dit proces van stapsgewijze uitbreiding begon in 1985 en in 2009 werd het project afgerond. Diverse kleine eilanden met een oppervlakte van 991 hectare zijn samengevoegd en uitgebreid tot een groot eiland met een oppervlakte van 3000 hectare omstreeks het jaar 2000. Nadien zijn nog enkele kleine projecten uitgevoerd waarmee het eiland verder is uitgebreid tot 3200 hectare in 2015.
Op basis van de bestaande raffinaderijen is op het eiland een geïntegreerde chemische complex gemaakt waarbij de producten van het raffinageproces werden ingezet als grondstof voor de petrochemische industrie. Diverse fabrieken staan dicht bij elkaar waardoor de transportafstanden minimaal zijn en gebruik kan worden gemaakt van gemeenschappelijk voorzieningen voor de energieopwekking en logistiek.
Op raffinaderijen op het eiland verwerkten in 2014 zo'n 1,5 miljoen vaten olie per dag, waarmee Singapore een van de top 10 exporteurs van geraffineerde olieproducten in Azië was.
In het begin van de 21e eeuw hebben onder andere de volgende bedrijven vestigingen op het eiland:
- BASF
- BP
- DuPont
- Evonik Industries
- Mitsui Chemicals
- Chevron
- Shell
- Sumitomo Chemical